# التقويم الأتشومي
التقويم الشفوي الأتشومي هو التقويم الزراعي الجنوبي السائد في المناطق الأتشومية اي خودمونية في جنوب إيران، وبالطبع في أدبيات دول الخليج العربي. بداية عام الاستقلال الذاتي هي بدایة فبراير أو اليوم الخامس عشر بعد لحظة برج الدلو. 
| السنة الأتشومي البعثي | لحظة التسليم من السنة | أي ما يعادل التاريخ الشمسي | يوم التسليم من السنة |
| --------------------- | --------------------- | -------------------------- | -------------------- |
| 1410                  | 18:24                 | 1398                       | 3 فبراير             |
| 1411                  | 00:09                 | 1399                       | 4 فبراير             |
| 1412                  | 06:09                 | 1400                       | 4 فبراير             |
| 1413                  | 11:59                 | 1401                       | 4 فبراير             |
| 1414                  | 17:37                 | 1402                       | 3 فبراير             |
| 1415                  | 23:30                 | 1403                       | 3 فبراير             |

## تبدأ الجدول الزمني
4 فبراير هو اليوم الأول من شهر نِئبهار وبداية تقويم الاتشومي . بداية التقويم الشفوي لدينا تتفاوت مع التقويم الهجري الشمسي والتقويم الهجري القمري؛ وهو المبني على البعثة النبويةالإسلامية، وتعتبر بداية التقويم في سنة 610 بعد ميلاد المسيح.

## لحظة التسليم من السنة
إذا كان ظهور الدلو في ساعات قبل اثني عشر يحدث، في اليوم الرابع من فبرایر، وهو اليوم الأول من العام الاتشومی وعيد رأس السنة، ولكن إذا كان في ساعات بعد اثنی عشر يحدث اليوم الرابع عشر من برج الدلو يوم رأس السنة واليوم الأول نِئبَهار سيكون 4 فبراير. 

## التکبیس
هناك سنة كبيسة في جميع التقاويم الشمسية؛ كل عام في التقويم الشمسي، تساوي سنة الكبسولة يومًا آخر في شهرها الثالث، لاله زار. 

## عدة الشهور
1. نِئبَهار: 31 أيام
2. تاره بار: 30 أیام
3. لاله زار: 29 أيام وفي السنة الكبيسة لمدة 30أيام
4. جِئرومه: 31 أيام
5. تَشباد: 31 أيام
6. تِشل بَسینی: 31 أيام
7. خَمینه: 31 أيام
8. موغبول: 31 أيام
9. کِشتزار: 30 أيام
10. تَش خَشار: 30 أیام
11. سومینه: 30 أيام
12. بَروبار: 30 أيام